# Françoise Pagis
Pour les articles homonymes, voir Pagis.
Françoise Pagis (épouse Railleau) née le 14 octobre 1732 à Gouis (Maine-et-Loire) et morte le 1er février 1794 à Avrillé (Maine-et-Loire) est une laïque française du diocèse d'Angers et l'une des martyrs d'Angers pendant la Révolution française,,.
Elle est déclarée vénérable par le pape Jean-Paul II le 9 juin 1983 et bienheureuse le 19 février 1984. Elle est commémorée le 2 janvier comme l'un des martyrs d'Anjou ou le 1er février.